# Азербайджанська міфологія

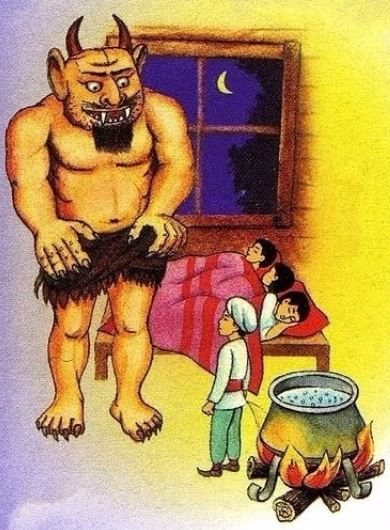
Зображення велетня дева на поштовій марці Азербайджану

Азербайджанська міфологія (азерб. Azərbaycan mifologiyası) — сукупність міфологічних уявлень азербайджанського народу.

## Характеристика
Міфи і легенди азербайджанців створювалися на основі віри народу в міфічних і напівміфічних істот — носіїв добра і зла. В азербайджанській міфологічній системі надзвичайно активні такі міфічні єдності, як Земля — Небо, Море — Гора, Вода — Вогонь, Людина — Звір, Дерево — Квітка, Вітер — Сель. Пов'язані з цими єдностями сюжети створювались на різних етапах суспільного розвитку. Ці сюжети характеризують особливості раннього розвитку самого народу. Значна частина з них, як самостійні міфологічні сюжети, протягом століть передавалися в усному мовленні, зберігшись донині. Інша ж група міфічних єдностей як окремі сюжети стала частиною різних азербайджанських фольклорних жанрів.
Попри те, що міфологія азербайджанського народу зазнавала впливу, вона зберегла в собі національний колорит. Тісно взаємопов'язана з перським фольклором і маючи з ним тісний взаємовплив, азербайджанська міфологія має значну своєрідність. На думку азербайджанського фольклориста і літературознавця Азада Набієва, міфологія азербайджанців, які жили в близькому сусідстві з персами, зазнала меншого впливу їхньої міфології, ніж перська — впливу азербайджанської, що перейняла багато міфологічних сюжетів тюркомовних сусідів. З міфологією азербайджанців як у своєму типологічному, так і в генетичному контактному розвитку, взаємопов'язана міфологія кумиків.
За словами Набієва, чіткішу класифікацію сюжетів азербайджанської міфології можна побудувати шляхом їх розгляду на основі цифр 1-9, де, наприклад, цифра 3 уособлює три дійсності — світ рослин, тваринний світ і людське суспільство, цифра 4 охоплює воду, вогонь, повітря і землю, а цифри 5-9 також виражають відповідні поняття.
Витоки деяких азербайджанських міфів лежать в епічному пам'ятнику «Огуз-наме», а також в оповідях героїчного епосу огузів «Кітабі деде Коркуд», який увібрав як ранньотюркські уявлення, так і сформовані на Кавказі архаїчні погляди.

## Вивчення і запис
Ще в XIX столітті поряд з різними жанрами азербайджанського фольклору деякі азербайджанські міфи були записані з уст місцевого населення і опубліковані в російській пресі. Наприклад, у 9-му випуску «Збірника матеріалів для описання місцевостей і племен Кавказу» (ЗМОМПК) зі слів учителя Беюк-Ведінського сільського училища Мір Гашим-бека Везірова опубліковано «Декілька відомостей про татарські повір'я», де наведено повір'я про джинів, девів, шайтана, явища природи, вогонь і воду, тварин, птахів і комах, злого духа Хал-Анасі, відносинах духів, мертвих тощо. В 17-му випуску ЗМОМПК зі слів учителя Бакинської II російсько-татарської школи М. Ефендієва під заголовком «З повір'їв татар Шемаханського повіту» наведено повір'я про небо, Сонце, Місяць, падіння зірок, райське дерево, веселку, затемнення Сонця і Місяця, грім і дощ, шайтана, чаклунство, ворожіння, пристріт, лісовика, водяного тощо

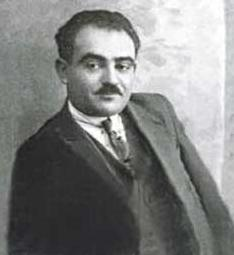
Азербайджанський учений-письменник Ю. В. Чеменземінлі.

В деяких працях таких вчених, як Мірза Казембек і Аббаскулі-ага Бакіханов зустрічаються відомості про азербайджанську міфологію. Фольклористи 1920-х років також приділяли в своїх творах увагу азербайджанській міфології. З цієї точки зору статті вченого-письменника Ю. В. Чеменземінлі мають особливе значення. Чеменземінлі був також першим з азербайджанських дослідників, які виявили ініціативу відновлення азербайджанських міфів на основі казок.
Про азербайджанські міфи писали такі вчені як М. Тахмасіб, А. Багрі, В. Велієв, А. Набієв. Найбільше дослідження про азербайджанські міфи в 1980-х роках вів Міралі Сеїдов. Класифікацію і таблиці азербайджанських міфів на основі цифр запропонував Азад Набієв.
Від початку 1970-х років значну увагу було приділено збиранню і публікації азербайджанської міфології. Опубліковано книги, що включають і азербайджанські міфи. Серед них «Азербайджанські казки, міфи, легенди» (Баку, 1988, упорядник А. Набієв), «Азербайджанські міфологічні тексти» (Баку, 1988, азербайджанською мовою), «Чарівні колоски (Азербайджанські міфи)», складені А. Набієвым (Баку, 1990).

## Персонажі і сюжети міфів
В азербайджанській міфології зустрічаються такі міфічні і напівміфічні істоти, як циклопи, деви, дракони. Дракон в азербайджанській міфології має двояку позицію, символізуючи з одного боку божественну силу, дощі, води, родючість і достаток, а з іншого — злі і темні сили. У деяких міфах дракони це великі змії, але насправді змії значно більші, а щоб люди не боялися, Аллах зробив їх в очах людини маленькими. Дракони в азербайджанських міфах бувають також три-, семи — і сорокаголовими і щоб його вбити герой має відрубати всі голови. У деяких же випадках відрубана голова дракона може відродитися і напасти на героя. В деяких міфах дракони ототожнюються з хмарою, що закриває сонце, а в інших — пожирають яйця птаха Сімург (наприклад у «Сказанні про Мелік Мамеда»). В міфології азербайджанців в образі дракона (часто багатоголового) зазвичай зображався злий демон аждарха (аждаһа), що сходить до іранського Ажі-Дахака. В міфах азербайджанців аждарха пов'язаний з водою, з дощовими хмарами. Зокрема, за азербайджанськими уявленнями, аждарха живе в озері. В деяких азербайджанських міфах аждарха поселяється в череві вагітної жінки і вбиває дитину.

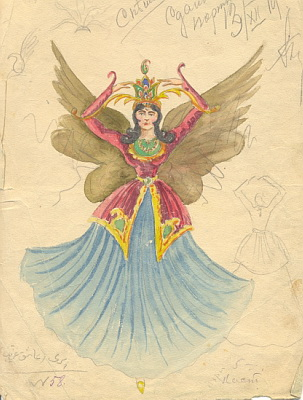
Зображення Пері, намальоване Азімом Азимзаде. Ескіз костюма для опери Гаджибеков Зульфугар Абдул-Гусейн огли «Ашуг-Гаріб»

Одним з міфологічних образів, поширених в азербайджанській усній народній творчості є пері, що виглядають, у порівнянні з драконами і девами, більш позитивними, в образі прекрасних дів з білою шкірою і довгими волоссям. Мешкають пері, як правило, в гарних садах і палацах, купаючись у ставках. Також пері здатні перетворюватися на птахів, голубів і відлітати в інші країни. В азербайджанців існує особливий різновид пері — водяні пері (су пярісі), що мають характер «господинь води».
В міфології азербайджанців зустрічається також Агач-Кіші, відомий також як Меша-Адам («лісова людина») — дух, який живе в гірських лісах і уявляється в образі волохатих істот, і Гюльябані (також гуляйбани, біабан-гулі) — злий дух, що живе в степу або на цвинтарі і лякає нічних подорожніх. Гюльябані, за повір'ями азербайджанців, має риси перевертня, ночами любить їздити на коні, заплутує йому гриву. Якщо ж зловити Гюльябані й увіткнути в комір його одягу голку, він стане працювати на людину, але буде робити все навпаки. В азербайджанську міфологію входять також міфи про тотеми, наприклад, тотем вовка, зайця, бика тощо (докладніше див. відповідний розділ).

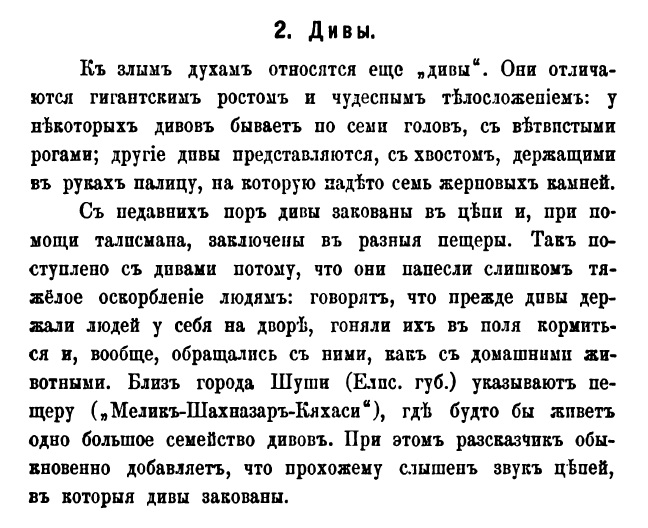
Замітка про девів, наведена в статті «Декілька відомостей про татарські повір'я» (ЗМОМПК, вип. 9, 1890)

Також в азербайджанській міфології спостерігаються сюжети, пов'язані з перетворенням людини на звіра чи навпаки, причому, нерідко в подвоєнні — родичів або навіть близнюків. Приміром, є міфічне уявлення, пов'язане з птахом Ісаг-Мусаг. Брати-близнюки ж Акіл-Бакіл об'єднавшись в міфічному поданні, стали сприйматися як дещо ціле, підтвердженням чому служить подальша еволюція Бакіла в азербайджанському фольклорі.
Азербайджанці мають також перекази та міфи про печерних мешканців — карликів (аджинна, джиртдана) або велетнів (девів), які колись мешкали в підземних оселях або глибоких печерах, охороняючи в сорока кімнатах, за сорока замками казкові скарби — золото, перли і незліченну кількість різних дорогоцінних каменів. Азербайджанські міфи розповідають навіть про одноокого велетня Тепегеза, який жив зі стадом овець у печерних оселях. На території Азербайджану збереглися руїни мегалітичних споруд з величезних необтесаних каменів, будівельників яких азербайджанські легенди і перекази змальовують велетнями, зростом біля 30 м. У всіх азербайджанських переказах боротьба людини з троглодитами, велетнями і чудовиськами, закінчується повною перемогою людини, попри перевагу їх фізичної сили.
Деви належать до міфічних образів, що найчастіше зустрічаються в азербайджанських казках. Вони, як правило, великого зросту, некрасиві, покриті шерстю і фізично сильні, охороняють скарби і часто викрадають дівчат. У деяких міфах, душа девів укладена в маленькій пташці у скляній пляшечці. Бувають також три-, семи — і сорокаголові деви. В деяких переказах, проте, зустрічаються і позитивні деви, наприклад, у сказанні «Шахзаде Муталіб».

## Класифікація міфологічних уявлень
Азербайджанський дослідник Рамазан Гафарли в своїй монографії «Азербайджанська міфологія» наводить таку класифікацію азербайджанських міфологічних уявлень: тотемізм, анімізм, аніматизм, антропоморфізм, магія, фетишизм і культи.

### Міфи, пов'язані з тотемами
В азербайджанській міфології існує велика кількість міфів, пов'язаних з тотемами, коли простежується родинний зв'язок члена громади з якоюсь твариною чи рослиною. Бували випадки, коли те чи інше плем'я навіть носило назву тотема. В азербайджанських повір'ях зустрічаються ставлення до вовка, оленя, корові, білого птаха, змії, леву, дереву як до тотема.

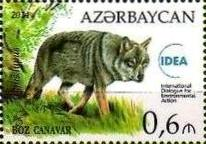
Поштова марка Азербайджану, присвячена сірому вовку

Азербайджанський народ створив велику кількість міфів про різних домашніх і диких звірів і птахів. Частину з них опубліковано в XIX столітті, а частину в книзі А. Багрі «Фольклор Азербайджану і прилеглих країн» (1930). Приміром, існує міф про пророка Ібрагіма Халіла і ластівку, згідно з яким ластівки є священними птахами, вбивати яких гріх. Також є міф про птаха турача — символ краси. Один з міфів присвячено бику; згідно з ним, Земля стоїть на рогах Золотого Бика.
Велика кількість азербайджанських міфів присвячено вовкові. Існують міфи, що виводять вовка в образі сонця і його променів. Витоки цих уявлень лежать в епічній пам'ятці «Огуз-наме». У міфі «Син вовка» розповідається про хлопчика, якого вигодувала вовчиця, що дало юнакові велику силу, перетворивши його на захисника свого народу. В іншому міфі «Вовк-спаситель» священний вовк рятує тюрків, показавши їм шлях до порятунку.
У присвячених зміям більш ранніх міфах і легендах, змії добрі, надають силу і здатні навчати людину мові тварин. Вони часто лежать на скарбах і можуть поділитися ними з людиною. В деяких міфах змії навіть живуть з людиною і допомагають їй. Однак, з часом змії в міфах набувають негативного образу, бувши відомими як отруйні істоти.

### Анимистические подання
Анімістичні уявлення полягають у вірі в існування душі в усіх об'єктів природи. В багатьох азербайджанських повір'ях є відомості про наявність душі в неживих предметів. Приміром, є повір'я про те, що не можна рубати інжирне дерево, інакше його дух може озлобитися і нашкодити людині. Також у народі кажуть, що якщо вилити на землю гарячу воду, то можна завдати шкоди душі землі, або попереджають, що, кидаючи в птаха камінь, треба боятися його духа. В азербайджанській епічній традиції збереглися сліди ідеї про збереження душі в інших місцях.

### Аніматистичні уявлення
Аніматистичні уявлення в азербайджанській міфології полягають у висуванні на передній план вічності душі померлого. За цими міфами, душа людини продовжує жити навіть після смерті тіла. Такі міфи знаходять своє відображення в деяких поховальних обрядах минулого, коли разом з померлими ховали деякі речі та їжу. Наприклад, у деяких могильниках у Шекінському районі, були виявлено посудини з їжею, прикраси, посох, а також стріли, необхідні померлому для полювання в потойбічному світі.

### Антропоморфічні уявлення

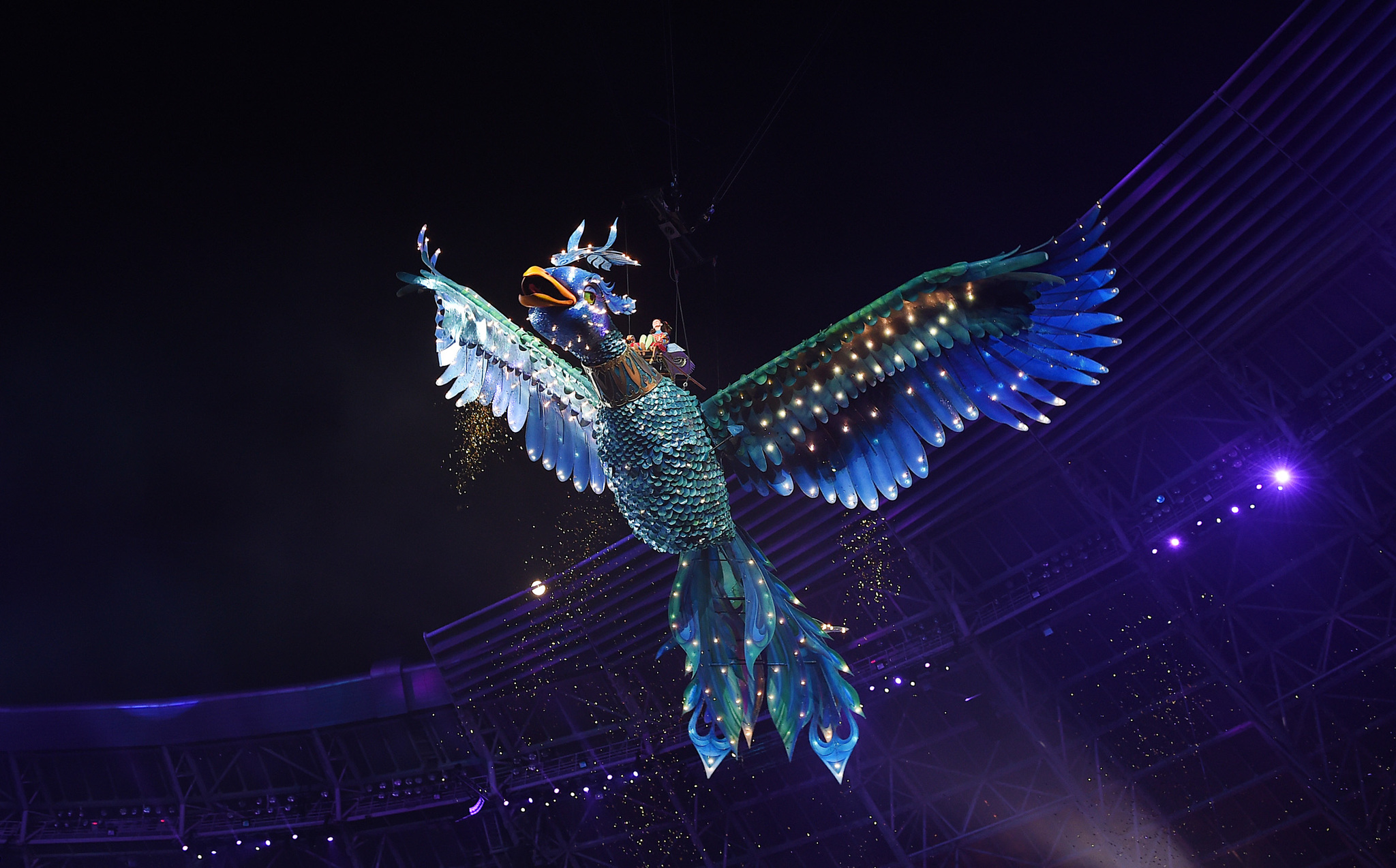
Міфічна птиця Сімург допомагає бакинській дівчинці Міні. Вистава на церемонії відкриття Ісламських ігор солідарності 2017

Антропоморфічні подання полягають у вірі в те, що людські риси характерні не тільки людині, але і явищам природи, тваринам і птахам, небесним тілам, предметам. В азербайджанській міфології багато об'єктів, починаючи з каменів і закінчуючи небесними тілами, такими як Сонце, Місяць, Зірки, здатні, як людина, говорити, думати, творити.

### Магічні уявлення
Магічні уявлення в азербайджанській міфології являють собою комплекс зачарувань, чаклунства, чарівництва, талісманів, ворожінь і молитов. До прикладу, в минулому азербайджанці для того, щоб прибрати переляк з тіла, давали зляканому воду, куди попередньо опускали дверний засув. Отриманий розчин, згідно з повір'ям, володів магічною силою, здатною вилікувати людину від переляку. Крім цього, для лікування використовували козячий жир, а для того, щоб не пустити в будинок поганий пристріт, вішали на вхідні двері колючку, гілки колючих дерев або ж гілки гармали. А для того, щоб уберегти сад від шкоди, на паркан вішали череп собаки.

### Фетишизм і культи

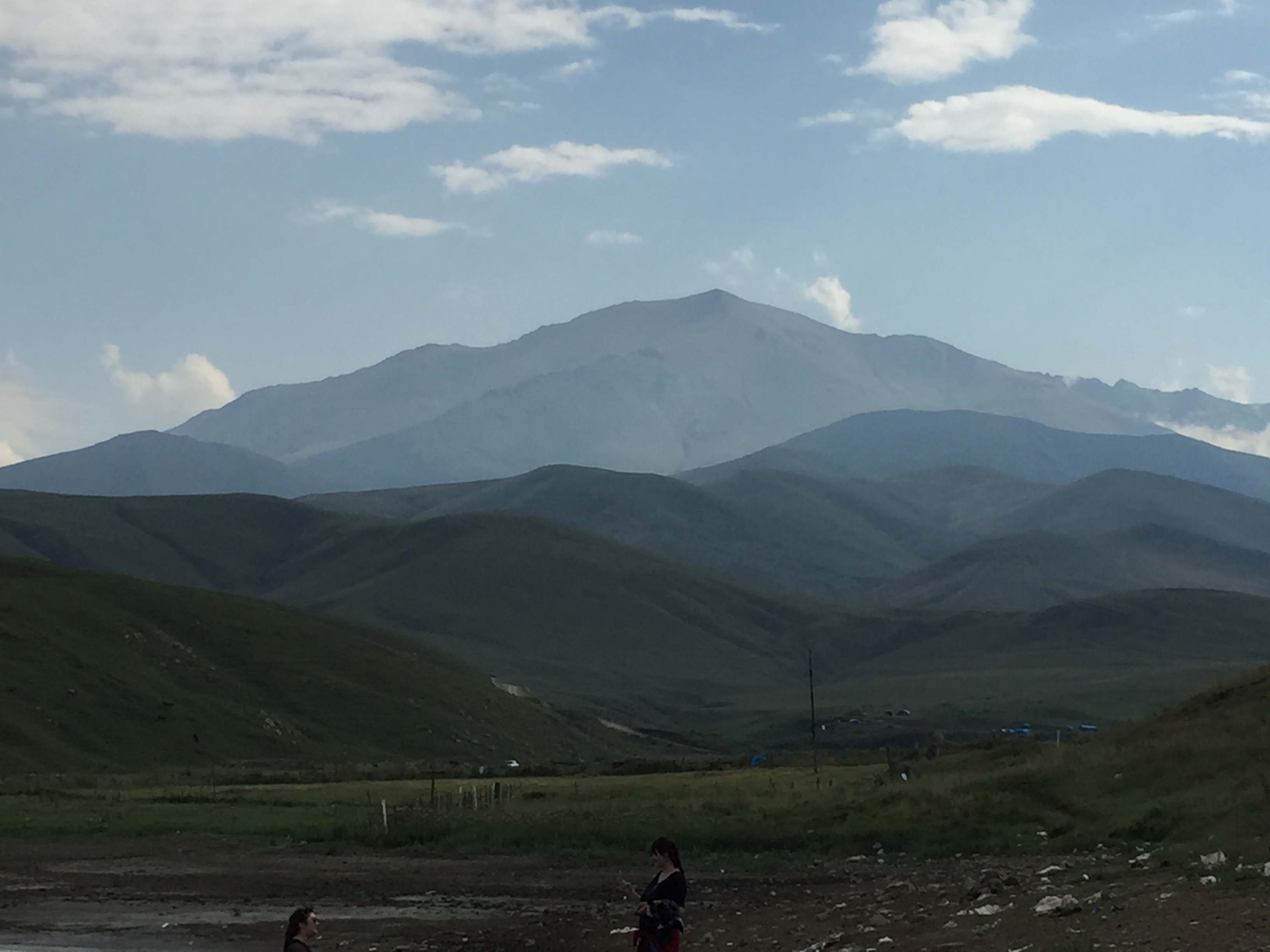
Вид на гору Кошкар в Дашкесанському районі, в минулому шанувану азербайджанцями як священна

Фетишизм у міфологічних уявленнях азербайджанців займає особливе положення. В різні періоди історії азербайджанського народу була притаманна особливість обожнювання як невеликих предметів (предметів побуту, зброї), так і джерел, пагорбів, скель. Ці об'єкти з часом перетворювалися на місця набуття людиною надії на що-небудь. У багатьох азербайджанських переказах чарівні предмети здатні творити чудеса. Ці вірування з часом спричиняли появу міфів про культові місця. До таких культових місць зокрема належали гори. В деяких баяти, азербайджанських фольклорних чотиривіршах, зустрічаються звернення до гір, як до старійшин. Зустрічаються також рядки, що відбивають віру в святість гір. До прикладу, в минулому азербайджанці шанували як священну гору Кошкар.
В азербайджанській міфології зустрічаються також сліди культів дерева, гір, скель, джерел, змії, бика, коня, вогнища, предків. В Шекі є святиня (пір) Бабаратма, а в Агдаші шановане місце Гюндогду баба, що являє собою могили шанованих людей. Поширений і культ дерева. Навіть у наші дні в деяких місцях люди вішають клаптики тканини на шановані дерева. Приміром, у селищі Ілісу є старовинне горіхове дерево, називане «горіховим піром». До цього дерева приходять хворі в пошуках зцілення, а також жінки, що бажають завагітніти. Це пов'язано з тим, що люди, бачачи як щороку плодоносить дерево, вірять у його чарівні і цілющі властивості. У містечку Карабулак, між Ілісу та Ґахом, розташоване старовинне кизилове дерево, називане «пір зогал», на гілках яких можна зустріти клаптики тканини, мотузки, паперові гроші, нитки, залишені паломниками.